# 松叶蓼
松叶蓼（学名：Polygonum acerosum）为蓼科蓼属下的一个种。

## 扩展阅读
- 維基物種上的相關：松叶蓼